# Tyler Hotson
Pas d'image ? Cliquez ici

a Compétitions nationales et continentales officielles uniquement.

b Matchs officiels uniquement.
Dernière mise à jour le 17 septembre 2019.
Tyler Hotson, né le 30 mai 1985 à Vancouver (Province de la Colombie-Britannique, Canada), est un joueur international canadien de rugby à XV évoluant au poste de deuxième ligne (1,96 m pour 115 kg). Il joue en équipe du Canada entre 2008 et 2015.

## Carrière

### En club
- ????-???? : UBC Old Boys Ravens
- ????-2009 : Northern Suburbs RFC
- 2009-2012 : Plymouth Albion
- 2012-2014 : London Scottish
- 2014-2016 : Doncaster Knights
- 2016-2017 : Richmond FC

### En équipe nationale
Il a obtenu sa première cape internationale le 21 juin 2008 à l'occasion d'un match contre l'équipe des États-Unis à Chicago (État de l'Illinois, États-Unis).

## Palmarès

### En équipe nationale
- Finaliste de la Churchill Cup en 2010 et 2011

## Statistiques en équipe nationale
- 45 sélections (33 fois titulaire, 12 fois remplaçant)
- Sélections par année : 5 en 2008, 8 en 2009, 4 en 2010, 7 en 2011, 5 en 2012, 9 en 2013, 4 en 2014, 3 en 2015

En Coupe du monde :
- 2011 : 4 sélections (Tonga, France, Japon, Nouvelle-Zélande)